# 井川町中岡
井川町中岡（いかわちょうなかおか）は、徳島県三好市の町名。郵便番号は779-4803。

## 地理
三好市の北東部に位置。西は井川町八幡、北は井川町吉岡、東は井川町田中・井川町ヒラソ、南は井川町里川とそれぞれ接する。地域のほとんどが山間部で、北麓に住居が点在する。北麓には阿波西国三十三観音霊場の長楽寺がある。

### 河川
- 中村谷川

## 歴史
- 2006年（平成18年）3月1日 - 三好郡井川町が三野町・池田町・山城町・東祖谷山村・西祖谷山村と合併して三好市が発足し、現在の町名となる。

## 世帯数と人口
2021年（令和3年）11月30日現在の世帯数と人口は以下の通りである。
| 町丁       | 世帯数 | 人口 |
| ---------- | ------ | ---- |
| 井川町中岡 | 9世帯  | 22人 |

## 施設
- 長楽寺 - 阿波西国三十三観音霊場16番札所。

## 交通

### 鉄道
- 最寄り駅はJR徳島線及び土讃線の佃駅。

### 道路
国道
- 国道192号